# Johansson Motorsport
Johansson Motorsport est une éphémère écurie de sport automobile créée par Stefan Johansson. Elle court sous licence britannique et exploite une Audi R8 pour la saison d'American Le Mans Series en 2001, ainsi qu'au 24 Heures du Mans.

## Historique
L'écurie a exploité une Audi R8 aux couleurs du pétrolier Gulf Oil,.
En 2001, elle participe aux 12 Heures de Sebring et termine quatrième. Aux 24 Heures du Mans, l'Audi, touché par des ennuis électriques, ne franchit pas la ligne d'arrivée,.
Au mois d'octobre, l'Audi R8 participe à Petit Le Mans, dernière manche du championnat American Le Mans Series. Elle termine deuxième, derrière l'Audi officielle.